# Hideyuki Yonehara
Hideyuki Yonehara (米原秀幸?, Yonehara Hideyuki; Tokyo, 2 ottobre 1967) è un fumettista giapponese.

## Opere
- Kaze ga Gotoku (風が如く, 2008 - ongoing)
- Dämons (2006 - 2008)
- Hae! Bunbun (南風! BunBun, 2005 - 2006)
- Switch (2002 - 2004)
- Avanti tutta Coco! (フルアヘッド!ココ?, Furuaheddo! Koko) (1997 - 2002)
- Udaudayatteru Hima We Nei! (ウダウダやってるヒマはねェ!, 1992 - 1996)
- Legend of Dou (箕輪道伝説, 1990 - 1992)
- Garakuta (1990)
- SPRINGS (1989)

### Opere minori
- Bass (ベイス, 2002)
- FULLAHEAD!COCO SIDE STORIES (フルアヘッド!ココ 番外編-ZERO-, 1998 - 2001)
- CHOCOLATE BLUES (チョコレートぶるーす, 1994 - 2000)
- GORO's (五郎's, 1990)
- Cafe Beans (カフェビーンズ, 1990)